# Potrobayo
Potrobayo es un caserío peruano ubicado en el distrito de Lancones, perteneciente a la provincia de Sullana del departamento de Piura, al norte del Perú. 

## Ubicación
Potrobayo se ubica al noreste de la provincia de Sullana, en el distrito de Lancones, en el departamento de Piura.

## Demografía
En 2017 Potrobayo tenía una población de 6 habitantes.